# Alba Cros Pellisé
Alba Cros (Puigverd de Lleida, Segrià, 1991) és una directora de cinema catalana. La seva opera prima Les amigues de l'Àgata va ser nominada el 2016 als premi Gaudí de l'Acadèmia del Cinema Català.

## Trajectòria
Alba Cros va realitzar la llicenciatura en Comunicació Audiovisual per la Universitat Pompeu Fabra de Barcelona en la promoció de 2014. En els seus primers treballs, Alba Cros va formar part dels equips tècnics de la pel·lícula Barcelona, nit d'estiu (2013) i del curtmetratge A perro flaco (2014). Posteriorment, juntament amb un grup de deu creadores, Cros va codirigir la pel·lícula Akerman, un record amb la qual van homenatjar la cineasta belga Chantal Akerman.
Com a treball de fi de grau va realitzar la pel·lícula Les amigues de l'Àgata juntament amb les seves companyes Laura Rius, Laia Alabart i Marta Verheyen. El guió, la direcció d'actrius, càmeres i muntatges va ser dut a terme també per les quatre directores.
Les amigues de l'Àgata va ser presentada en diversos certàmens com el Festival Abycine d'Albacete el 2014, el Festival de Cinema d'Autor de Barcelona el 2015 i el Festival de Cinema de Tarragona en 2015. Va ser nominada a millor pel·lícula en els premis Gaudí de l'Acadèmia de Cinema en Català.
És una de les codirectores de la pel·lícula documental Alteritats (2023), codirigida amb la Nora Haddad, sobre identitats lesbianes a Catalunya, produïda per Amor & Lujo i nominada a Millor Documental. Millor Banda Sonora als Premis Gaudí 2024 de l’Acadèmia de Cinema Català. Va rebre el Premi Ciutat de Barcelona 2024.
És la directora de fotografia (i actriu) de la pel·lícula La amiga de mi amiga (2022) de la Zaida Carmona, del curtmetratge Demà ho deixem (2022) del David Moragas i l’ajudant de direcció de Els dies que vindran (2019) de Carlos Marquès-Marcet.
Col·labora amb A Bao A Qu des del 2013 i forma part de l’equip de Cinema en Curs des del 2015-2016. També és professora associada als estudis de Comunicació Audiovisual a la Universitat Pompeu Fabra.
Des del juny de 2021 forma part de la nova Junta de l'Acadèmia del Cinema Català, presidida per la directora Judith Colell.

## Filmografia
- Akerman, un record (2015). Codirectora
- Les amigues de l'Àgata (2015), Universitat Pompeu Fabra. Adreça, guió i muntatge al costat de Laura Rius, Laia Alabart i Marta Verheyen
- Resiliència (2020). Documental[5]
- La amiga de mi amiga (2022), de Zaida Carmona. Actriu i directora de fotografia.[6]
- Alteritats (2023) codirectora.
- Anhel de llum (2023) Direcció, càmera i edició.

## Premis
Les amigues de l'Àgata
- 2014: Festival de Cinema d'Albacete: Premi Abycine Indie.[7]
- 2015: Festival de Cinema d'Autor de Barcelona: Premi del públic.[8]
- 2015: Festival de Cinema de Tarragona: Premi del Jurat Jove, menció especial del Jurat.[8]
- 2016: Premis Gaudí de l'Acadèmia de Cinema en Català: Nominada a millor pel·lícula.[9]

Alteritats
- 2023 Premi Govern d’Andorra al Millor Llargmetratge al Festival Ull Nu d’Andorra[10]
- 2023 Premi al Millor Documental al Festival Fic-Cat[11]
- 2023 Premi del Públic a la Mostra de Cinema Fire![12]
- 2023 Millor Obra als Premis Cultura Time Out de Barcelona[13]
- 2023 Premi Ciutat de Barcelona Audiovisual per l’Ajuntament de Barcelona[14]
- 2024 Nominat a Millor Documental als Premis Gaudí[15]
- 2024 Nominat a Millor Banda Sonora als Premis Gaudí

Anhel de llum
- 2023 Menció Especial del Jurat al Festival Som Cinema de Lleida[16]
- 2024 Premi al Millor Curtmetratge Documental del VOC d’Òmnium Cultural[17]
- 2024 Premi del Jurat al Millor Curtmetratge Documental a la Mostra OUT! de les Illes Balears[18]
- 2024 Menció especial del públic al New Orleans Film Festival